# Ascogaster brunnipalpis
Ascogaster brunnipalpis är en stekelart som beskrevs av Granger 1949. Ascogaster brunnipalpis ingår i släktet Ascogaster och familjen bracksteklar. Inga underarter finns listade.